# Ectropis hieroglyphica
Ectropis hieroglyphica là một loài bướm đêm trong họ Geometridae.